# Duckens Nazon
Duckens Moisés Nazon (París, Francia, 7 de abril de 1994) es un futbolista franco-haitiano que juega en el Esteghlal F. C. de la Iran Pro League.

## Trayectoria
Después de pasar por el Vannes Olympique Club, firmó con el equipo sub-19 F. C. Lorient en julio de 2013. Jugó la temporada 2013-14 con la sub-19, anotando un gol contra el S. M. Caen (B) el 23 de marzo de 2013 (el resultado final fue 2-1).

## Selección nacional
En julio de 2013 se unió al EE. UU. Roye. Aquí fue dónde tendría su primer partido para el equipo de Haití el 5 de marzo de 2014 contra Kosovo (el resultado final fue 0-0).
En la Copa de Oro 2015 se convirtió en el héroe de Haití. Sin su ayuda, Haití no hubiese clasificado a la siguiente etapa, aunque posteriormente fueron eliminados por Jamaica. Solo anotó dos goles con Haití durante la fase de grupos de dicha copa, ayudando a que su equipo consiguiera el segundo lugar y avanzara a la fase eliminatoria.

### Goles internacionales
| #  | Fecha                   | Local                                               | Adversario | Puntuación | Resultado | Competición                             |
| -- | ----------------------- | --------------------------------------------------- | ---------- | ---------- | --------- | --------------------------------------- |
| 1. | 7 de julio de 2015      | Toyota Estadio, Frisco, Estados Unidos              | Panamá     | 1–1        | 1–1       | Copa de Oro CONCACAF 2015               |
| 2. | 13 de julio de 2015     | Parque deportivo, Ciudad de Kansas, Estados Unidos  | Honduras   | 1–0        | 1–0       | Copa de Oro CONCACAF 2015               |
| 3. | 4 de septiembre de 2015 | Estadio de Críquet nacional, St. George es, Granada | Granada    | 3–1        | 3–1       | Clasificación para la Copa Mundial 2018 |
| 4. | 8 de septiembre de 2015 | Stade Sylvio Cator, Portuario-au-Prince, Haití      | Granada    | 2–0        | 3–0       | Clasificación para la Copa Mundial 2018 |